# 阿马扎斯普·阿鲁秋尼扬
阿马扎斯普·奥瓦基莫维奇·阿鲁秋尼扬（俄语：Амазасп Овакимович Арутюнян，1902年10月14日—1971年4月4日），苏联外交官。

## 生平
1928年毕业于莫斯科大学，曾在美国明尼苏达大学留学。1930年开始在莫斯科大学任教。1943年进入苏联外交人民委员部工作。1948年，任苏联驻联合国代表团成员。1955年，任苏联外交部第一欧洲司司长。1958年，任苏联驻加拿大特命全权大使。1964年，任苏联外交部国际经济组织司司长。1966年，任苏联外交部外交政策规划司顾问。1971年4月2日在莫斯科逝世，葬于新圣女公墓。